# カラチャル (バルラス部)
カラチャル（モンゴル語: Qaračar,中国語: 哈剌察児,? - ?）とは、13世紀初頭にモンゴル帝国に仕えたバルラス部出身の千人隊長。
チンギス・カンによって次男チャガタイの王傅に任ぜられ、カラチャル率いる千人隊はチャガタイ・ウルスの原型となった。

## 概要
『元朝秘史』の伝える伝承によると、カラチャルはチンギス・カンがジャムカと決別し劣勢にあった頃、父親のスクゥ・セチェンとともにチンギス・カンの勢力に帰参したという。
カラチャルの事蹟については不明な点が多いが、1206年にモンゴル帝国が建国された際には、帝国の幹部層たる千人隊長(ミンガン)に任ぜられた。更に、チンギス・カンによる諸子・諸弟への分封が始まると、バアリン部のココチュス、ジャライル部のムゲ、イドカダイらとともにチャガタイの王傅とされ、カラチャルら4人の率いる千人隊(ミンガン)はチャガタイ・ウルスの原型となった。
チャガタイに仕えて以後のカラチャルについては記録が少ないが、後にナタンズィーは「[カラ・フレグは]ワジール権をヤラワチの息子マスウード・ベクに委ね、ハーン家内部でのアミール権をカラチャル・ノヤンに与えた」と記しており、チャガタイ・ウルスにおけるカラチャルの立場はあくまでハーン家の内部諸問題を取り扱う者＝王傅に過ぎず、ウルス全体の行政・財務の管理には携わっていなかったと考えられている。
カラチャルの子孫ティムールは西チャガタイ・ウルスから周辺諸地域を征服し、ティムール朝を建設したことで知られる。

## 後世の伝承
ティムール朝の第4代君主ウルグ・ベクはかつてティムールが気に入っていたカルシの軟玉をサマルカンドに運んでティムールの墓石とし、そこにティムール家の系譜を刻ませた。この系譜ではモンゴル部ボルジギン氏の祖アラン・ゴアをアリーの子孫であると位置づけ、アラン・ゴアの子孫トゥメネイ・ハーンの息子カチュリからバルラス部が生じ、カチュリの子孫がティムールであり、カチュリの兄カブルの子孫がチンギス・カン家であるとする。この系譜の内、アラン・ゴアからカブルとカチュリ兄弟に至る部分と、カブルの子孫（チンギス・カン家）の部分は『集史』の記述と一致し史実であるが、カチュリの子孫の部分については同時代史料の裏付けが存在せず史実かどうか疑わしい。
ティムールの先祖たちの伝承を初めて記録したのはヤズディーの『ザファル・ナーマ』序章である。『ザファル・ナーマ』によると、トゥメネイ・ハーンの息子カチュリとカブルがある時を夢を見て、その夢解きをしたトゥメネイ・ハーンは「カブルの子孫が世界を征服してハーンとなり、カチュリの子孫がその軍事と行政を委任されるであろう」ことを予言し、この約束を子々孫々に至るまで守るべくウイグル文字で誓約書をしたためたという。そして、この預言通りにカチュリの子孫は代々カブルの子孫＝チンギス家に仕え続け、ティムールの時代に至ったとされる。ただし、このような逸話は『元朝秘史』や『集史』を始めとするモンゴル時代のいかなる史料にも存在せず、またティムール朝初期に編纂されたシャーミーの『ザファル・ナーマ』にも記載がなく、ティムール没後に創作されたものであると考えられている。
このように、ティムール朝でティムール家の系譜が「創作」されていく中でカラチャルの業績も過大視されていくようになった。例えばシャーミーの『ザファル・ナーマ』が「かの強大なる君主（チャガタイ）は、国事・ヤサク及びヨスンの掌握を彼の智恵と知識に委ねていた」と述べるように、あたかもカラチャルがチャガタイ・ウルスの全てを取り仕切っていたかのような記述がティムール朝の史書では見られるようになるが、前述したようにカラチャルの権限はあくまでチャガタイ家内部の問題に限られていた。

## ティムール家の系譜
1. アラン・ゴア（Alānquwā）…ティムール家の伝承上ではアリーの子孫とされる。
2. ボドンチャル（Būdhunchar）…ボルジギン氏の始祖。
3. ブカ（Būqā）
4. トゥトゥメティン（Tūtūmetīn）
5. カイドゥ（Qaydū）
6. バイスングル（Bāīsunghur）
7. トゥメネイ・ハーン（Tūmenāī）…伝承上ではカブルの子孫が世界を征服するハーンとなり、カチュライの子孫がそれを補佐するであろうと予言したとされる。
8. カチュライ（Qachūlāī）…伝承上では兄のカブル・ハーンとの間に、カチュライ家はカブル家から代々軍事と行政を委任される「誓約書」を交わしたとされる。
9. エルデムチ・バルラス（Erdemchī）…伝承上ではバルタン・バアトルを補佐したとされる。
10. スグチェチェン（Sūghūchīchīn）…伝承上ではイェスゲイ・バアトルを補佐したとされる。『元朝秘史』でもカラチャルの父として登場する。
11. カラチャル・ノヤン（Qarāchār Nūyān）…チンギス・カンからチャガタイに与えられ、伝承上ではチャガタイ・ウルスの統治を掌ったとされる。
12. アミール・イジェル（Ījel）…伝承上ではアルグ及びムバーラク・シャーに仕えたが、バラクの治世にフレグ・ウルスに移住したとされる。
13. アミール・イランギル（Īlangīr）…伝承上ではバラクの息子ドゥアに仕え、先祖伝来の「誓約書」をドゥアとの間で更新したとされる。同時代史料には記載がない。
14. アミール・ボルギュル（Börgül）…同時代史料には記載がない。「アバガイ」という名前とする史料も存在する。
15. アミール・タラガイ（Taraghāī）…伝承上では早くにバルラス部の統治権を放棄し、学者達との交流や宗教的生活に専念していたとされる。
16. アミール・ティムール・キュレゲン（Tīmūr）

以上の名前はサマルカンドのティムールの墓石の記述に拠る。アラン・ゴアからエルデムチに至る系譜は『集史』の記述と一致するが、『集史』「トゥメネ・ハーン紀」ではエルデムチの息子をトゥダン（Tūdān）、その息子がジョチエ（Jūchī'a）、その息子がチンギス・カンに仕えた千人隊長ブルガン・カルジャ（Bālūqān Qālja）であるとしており、上述のティムール家の系譜と食い違う。一方、『元朝秘史』では上述したようにスクゥ・セチェン（＝スグチェチェン）の息子がカラチャルであったことのみが記されており、『元朝秘史』の伝えるカラチャルの家系と『集史』の伝えるブルガン・カルジャの家系が実際に姻戚関係にあったかどうかは不明である。

## 初期チャガタイ・ウルスの4千人隊
- バアリン部のココチュス
- バルラス部のカラチャル
- ジャライル部のムゲ
- 出自不明のイドカダイ